# Harlan Township (comté de Page, Iowa)
Harlan Township est un township du comté de Page en Iowa, aux États-Unis,.

## Source de la traduction
- (es) Cet article est partiellement ou en totalité issu de l’article de Wikipédia en espagnol intitulé « Municipio de Harlan (condado de Page, Iowa) » (voir la liste des auteurs).